# Ceuthophilus carlsbadensis
Ceuthophilus carlsbadensis is een rechtvleugelig insect uit de familie grottensprinkhanen (Rhaphidophoridae). De wetenschappelijke naam van deze soort is voor het eerst geldig gepubliceerd in 1924 door Caudell.